# Gbely
Gbely (německy a maďarsky Egbell) jsou město na severozápadním Slovensku, v Trnavském kraji. V okolí města se nacházejí naleziště ropy.

## Poloha
Město se nachází v Záhorské nížině, cca 15 km od Holíče a cca 75 km od Bratislavy. S rekreační částí Adamov Gbely sousedí s Českou republikou. V roce 2013 byl u splavu na řece Morava zřízen přístav pro rekreační plavby Gbely-Tvrdonice.

## Historie
První písemná zmínka o obci je z roku 1392.
Po výbuchu zemního plynu v roce 1913 zde byla objevena ropa, 13. ledna 1914 proběhl první ropný vrt a Gbely se staly naftařským střediskem.
U obce přistáli 27. března 1942 v důsledku navigační chyby příslušníci výsadku Zinc.
Status města mají Gbely od 1. ledna 1989.

## Osobnosti
- Ferdiš Juriga – římskokatolický kněz a politik, poslanec Uherského sněmu a Národního shromáždění za Slovenskou ľudovou stranu.
- Štefan Komorný – kameraman a fotograf.
- Jozef Čársky – římskokatolický biskup.

## Družební města
- Tvrdonice, Česko
- Lanžhot, Česko
- Rohatec, Česko
- Židlochovice, Česko - Partnerské město